# 巴恩韦尔 (南卡罗来纳州)
巴恩韦尔（英文：Barnwell），是美国南卡罗来纳州下属的一座城市。城市类型是“City”。其面积大约为8平方英里（20.71平方公里）。根据2010年美国人口普查，该市有人口4,750人，人口密度约为每平方 英里593.9人（约合每平方公里229.31人）。